# Chanzhi Shuiku
Chanzhi Shuiku (kinesiska: 产芝水库) är en reservoar i Kina. Den ligger i provinsen Shandong, i den östra delen av landet, omkring 310 kilometer öster om provinshuvudstaden Jinan. Chanzhi Shuiku ligger 64 meter över havet. Arean är 11,9 kvadratkilometer. Den sträcker sig 4,2 kilometer i nord-sydlig riktning, och 4,6 kilometer i öst-västlig riktning.
Genomsnittlig årsnederbörd är 735 millimeter. Den regnigaste månaden är juli, med i genomsnitt 230 mm nederbörd, och den torraste är januari, med 11 mm nederbörd.